# Carl von Linné
Carl von Linné (født Carl Linnæus, latiniseret til Carolus Linnaeus og adlet som Carl von Linné ( hør), født 23. maj 1707 i Råshult, død 10. januar 1778 i Uppsala) var en svensk botaniker, læge og zoolog, som lagde grunden til den moderne nomenklatur inden for biologi og den moderne systematik, som grupperer planter og dyr. Han er også fader til den moderne økologi.[kilde mangler] Linné var sin tids mest indflydelsesrige botaniker, og han var kendt for sine store sprogkundskaber.

## Biografi
Carl von Linné blev født på kapellangården "Råshult" i Stenbrohults sogn, Kronobergs län i Småland.
Carl var søn af kapellan senere sognepræst Nicolaus (Nils) Ingemarsson Linnæus (1674-1748) og Christina Brodersonia (1688-1733). Faderen tog slægtsnavnet efter en stor lind; to af hans morbrødre antog slægtsnavnet Tiliander (latin Tilia = Lind). I sommeren 1709 flyttede familien til Stenbrohults præstegård, hvor Carl von Linnés kærlighed til naturen vågnede. Faderen var meget botanisk interesseret. De talte ofte om pasningen af haven, som var blandt de bedste i Småland. Deres forhold var varmt og fortroligt. Faderen kunne være gnaven, men så "blev han straks sig selv, så snart man gav ham en blomst i hånden". Carl siger om haven, som indeholdt mængder af udenlandske planter, at den "med modermælken optændte mit sind med uudslukkelig kærlighed til urterne".
Det var meningen, at Carl skulle være præst som sin far og morfar Samuel Brodersonius, sognepræsten i Stenbrohult, men han viste ingen større interesse for det. Hans interesse for botanik imponerede en læge i nabobyen Växjö, og han blev sendt til Lund i august 1727 for at læse på universitetet. Der fik han Kilian Stobæus som lærer og velgører.
Efter et år flyttede han til Uppsala, hvor han fik vejledning af Olof Celsius og Olof Rudbeck og blev gode venner med den fiskekyndige Peter Artedi; Linné var let at omgås.
Han giftede sig 1739 med Sara Elisabeth Moræa fra Falun.  I Svedens Gård uden for Falun, som hans svigerfar Johan Moræus ejede, findes Linnés bryllupsstue. Parret fik syv børn heriblandt Carl von Linné den yngre.
I 1741 blev Linné udnævnt til medicinsk professor ved Universitet i Uppsala. Han var rektor for universitetet i forårsterminen 1750, i efterårsterminen 1759 og i hele 1772. Desuden var han inspektor ved "Smålands nation".
Linné døde den 10. januar 1778 i Uppsala og er begravet i Uppsala Domkirke.

### Nogle vigtige årstal i Linnés liv
- 1707 Født den 23. maj.
- 1732 gennemfører sin Laplandsrejse.
- 1734 gennemfører sin rejse gennem Dalarna.
- 1735 Udgiver Systema naturae
- 1739 Gifter sig i juni med Sara Elisabeth Moræa og grundlægger sammen med fem andre videnskabsmænd det Det Kongelige Videnskabsakademi.
- 1741 Udnævnes til professor i Uppsala, hvor han underviser i naturhistorie, lægemiddelkundskab og medicin. Han gennemfører sin rejse gennem Øland og Gotland.
- 1744 Anskaffer et termometer, hvor Celsius temperaturskala er "retvendt" (Celsius angav 0 som vandets smeltepunkt og 100 som dets kogepunkt).
- 1746 Gennemfører sin rejse gennem Västergötland.
- 1749 Gennemfører sin rejse gennem Skåne.
- 1757 Adles som Carl von Linné.[5]
- 1778 Afgår ved døden den 10. januar.

### Kuriosa
- Linnés mormors farmor, Johanne Pedersdotter, blev brændt som heks i Stavanger i Norge i 1622.
- Linnés mormors brødre, Simon Visseltoft og Jacob Visseltoft, var snaphaner under den Skånske krig 1675-79.
- Linné er indtil videre den eneste botaniker, hvis navn der henvises til med ét eneste bogstav: "L." (tidligere blev navnet forkortet til "Linn."). Inden for botanikken medtages den videnskabelige autoritet efter det videnskabelige navn, når det skal gøres helt korrekt. Fx er Cocos nucifera L. det fuldstændige navn for kokospalme, og L. henviser til Carl von Linné som den, der står inde for navnets rigtighed.
- Linné var 154 cm høj.

## Forskning
Carl von Linné udformede seksualsystemet, en inddeling af planter efter deres frugtanlæg (støvdragere og støvfang). Det var en let og original måde at inddele planter på.
Han opfandt også det binominale system, som bygger på, at alt liv (inklusive sygdomme) skal bære en videnskabelig betegnelse med to navne: et slægtsnavn og en artstilføjelse. Linné var også en af de første til at inddele menneskeheden i racetyper og tildele dem mentale karaktertræk. Linné mente fx, at europæere var glade, afrikanere sløve og indianere hidsige.

### Grundlag for klassifikation
Kort efter at Linné kom til Uppsala, fandt han, at blomsterne, som er planternes forplantningsorganer, egnede sig som grundlag for en klassifikation. Han skrev en kort afhandling om denne tanke, Preludia Sponsaliorum Plantarum, der skaffede ham stilling som vicedocent og rundviser ved den botaniske have. I 1732 finansierede Videnskabernes Akademi i Uppsala hans ekspedition til Lapland, der var næsten ukendt. Resultatet blev bogen om den laplandske planteverden, Flora Lapponica, som udkom i 1737.
| Moderne systematik          | Linnés systematik  |
| --------------------------- | ------------------ |
| Rige: Dyr (Animalia)        | Regnum: Animalia   |
| Række: Chordater (Chordata) | — —                |
| Klasse: Pattedyr (Mammalia) | Classis: Mammalia  |
| Orden: Rovdyr (Carnivora)   | Ordo: Ferae        |
| Familie: Kattedyr (Felidae) | — —                |
| Slægt: Panthera             | Genus: Felis       |
| Art: Løve (Panthera leo)    | Species: Felis leo |

De mange naturvidenskabelige opdagelser i det 17. århundrede førte til opdagelsen af talrige plante- og dyrearter. Blandt de mange forudgående forsøg på en systematisering havde især arbejder af Caspar Bauhin, John Ray og Joseph Pitton de Tournefort indflydelse på Linné. Bauhin gennemførte som den første en fuldstændig adskillelse af art og slægt, og han skabte i den forbindelse en binominal nomenklatur, som Linné fik kendskab til. På tilsvarende måde havde Ray indført dobbeltbetegnelser for slægt og art og dermed skabt en lignende systematik. Ud fra et ønske om at gennemføre en omstrukturering foretog Linné en klart hierarkisk inddeling af alle kendte organismer. Ved klassificeringen brugte han begreber, der havde været brugt siden skolastikken: differentia om artsforskelle og proprium om artsegenskaber. Mens han gik ud fra, at han kunne inddele slægter og arter på en naturlig måde, det vil sige ordnet efter flest fællestræk, betragtede han alle de højere lag i systematikken som kunstige, dvs. ordnet efter vilkårlige regler. Fremgangsmåden forekom ham dog nødvendig på grund af dens praktiske brugbarhed:
Der er ikke håb om, at man kan finde et naturligt system i vores tid, ja næppe inden for vores børnebørns tid. I mellemtiden vil man dog gerne kende planterne, og følgelig må vi tage kunstige klasser i anvendelse som en nødhjælp.
Ved den zoologiske systematisering afveg Linné klart fra den aristoteliske inddeling. I stedet benyttede han morfologiske og fysiologiske kendetegn.
Linnés system var mere enkelt opbygget end de tidligere forsøg på klassificering og var også bedre egnet til at integrere nye led i systemet. Men det var på ingen måde en fylogenetisk systematik i moderne forstand, og i stedet forsøgte han at skabe et billede af den påståede uforanderlighed i de levende væsners orden, hvad der helt svarede til Linnés dybe overbevisning om arternes konstans. Trods disse mangler betragtes Linné som grundlægger af den nuværende systematik, som derfor også betegnes som det Linnéske system.

### Den binære nomenklatur
I 1735 rejste Linné til Nederlandene, hvor han blev i tre år. Det var foregangslandet inden for naturvidenskaberne, og han tog sin medicinske embedseksamen i byen Harderwijk. Her traf han botanikeren Jan Frederik Gronovius og viste ham et tidligt udkast til sit arbejde over taksonomien, Systema Naturae. Det første oplag udkom samme år, og det var på nogle ganske få sider, mens det 13. oplag fra 1770 rummede mere end 3.000 sider. I dette "natursystem" indordnede han efterhånden tre riger (planter, dyr og mineraler), og han genoptog sin tidligere tanke om at bruge kendetegn i blomsternes opbygning som grundlag for klassifikation af planteriget. Ganske som det allerede var sket for planternes vedkommende i 1753-udgaven af Species Plantarum, erstattede han også konsekvent i Systema Naturae den hidtil gældende besværlige måde at betegne arter på med det nye dobbeltnavnesystem: Fx kom Physalis annua ramosissima, ramis angulosis glabris, foliis dentato-serratis nu til at hedde Physalis angulata. Dette princip for navngivning af arter kaldes den binære eller binominale nomenklatur. Her betegner den første del slægten, mens den anden del betegner arten. Hvad angår zoologien, indførte han den binære nomenklatur i den 10. udgave fra 1758, så alle organismer var benævnt efter den nye systematik. Endelig gennemførte Linné en inddeling af de overordnede lag i systemet, sådan at det hele fik et enkelt og velordnet præg.
Ved navngivningen stolede Linné på sin sunde fornuft, og han indordnede mennesket Homo sapiens (= "det vidende menneske") under primaterne og altså som et zoologisk objekt. Han beskrev dog også en anden menneskeart, Homo troglodytes henholdsvis Homo nocturnus, dvs. hulemennesket eller nattemennesket, som formentlig har været chimpansen, der netop var blevet beskrevet. Pattedyrene indordnede han efter mælkekirtlerne: Mammalia.

### Underopdeling af organismer
Ved inddelingen af organismerne benyttede Linné fem kategorier: Rige, Klasse, Orden, Slægt og Art. Senere har man indføjet flere kategorier, som f.eks. Række mellem rige og klasse eller Familie mellem orden og slægt. For planternes vedkommende skabte Linné en kunstig klassifikation – seksualsystemet, der først og fremmmest er baseret på antallet af støvdragere per blomst.

## Linnés rejser
Carl von Linné foretog rejser til forskellige steder og gjorde nøjagtige optegnelser. Men han har sandsynligvis ikke selv besøgt alle de steder, han beskriver. Han har måske optegnet det, som han hørte ved samtaler med den lokale befolkning. Nogle af hans kendte rejseskildringer er:

### Lapland 1732
Laplandsrejsen tog sin begyndelse den 12. maj 1732, da Linné alene red mod Lapland for først at vende tilbage til Uppsala fem måneder senere.
Den rejseskildring, som først udkom efter Linnés død, var meget omfangsrig. Den indeholdt hans observationer af den laplandske natur og indgående skildringer af den samiske kultur og deres levevilkår.
Det vigtigste resultat af rejsen til Lapland var det, som blev til Flora Lapponica. Den laplandske vegetation var relativt ukendt, da de eksemplarer, som tidligere var blevet indsamlet under Olof Rudbecks rejse i Tornedalen, var blevet ødelagt under den brand, som hærgede Uppsala i 1702. Flora Lapponica, som blev offentliggjort i 1737, gav ny viden om de ukendte områder.

### Dalarna 1734
Linné kom første gang til Dalarna for at fejre jul i Falun 1733. Under en julefest traf han sin kommende hustru, Sara Elisabeth Moræa, som var datter af minelægen. På den tid besøgte han også Bergslagens miner og jernværk. Dalarnas landshøvding, Nils Reuterholm, havde hørt om Linnés Laplandsrejse og var blevet så imponeret, at han foreslog en lignende rejse gennem Dalarna.

### Nederlandene 1735–1738
Dér opholdt han sig i tre og et halvt år. I 1735 offentliggjorde han Systema naturae, der ligger til grund for den nutidige systematik for alt levende. Linné inddelte naturen i tre riger, der hver var ordnet i klasser, ordener, slægter og arter.

### Øland og Gotland 1741
Rejsen foregik til hest, og Linné viste stor interesse for runesten. På rejsen kom han til Vetlanda den 23. juni og noterede sig to runestene på kirkegården. Dagen efter nåede han til Växjö og gjorde optegnelser om domkirken, som året inden var blevet hærget af brand og var "et bedrøveligt skue". Han beskrev også Sankt Sigfrids klædedragt. Kalmar nåede han den 28. maj, hvor han blev forsinket af stormvejr, men anvendte tiden til at beskrive kirken, som "var smuk og havde skønne vægtæpper". Den 1. juni gik han i land på Øland, overnattede den 4. juni i præstegården i Resmo for den 6. juni at nå frem til Smeby, hvis kirke var så sælsom, at Linné aldrig havde set mage. Han skrev, at kirken med sine små vinduer var ganske mørk og snart kunne få tilhørerne til at falde i søvn. Den 7. juni var en søndag, og han gik i kirke i Ås. Den 9. juni noterede han sig runesten i Sandby og Gårdby. Dagen efter, da han besøgte stedet Runsten, kunne han notere sig endnu en runesten, som var en af stedets seværdigheder. I Långlöt noterede han den 10. juni i dagbogen hele to helsebringende kilder på kirkegården: "Vandet kan drikkes af syge folk med mange slags lidelser, når blot brønden blev vel renset, og man ej altfor kræsent frygtede for den slags mineraler, som indsmugler sig af lig og dødes kroppe". I Bredsätra den 11. juni kom planteinteressen frem, og Linné skrev om ødekapellet i Kläppinge, at der på gulvet voksede scandix seminbus hispidis. Persnäs nåede han den 12. juni, og den 14. juni, fjerde søndag efter Trinitatisoverværede han gudstjenesten i Högby. Han noterede endnu en runesten på kirkegården. Efter tre uger på Øland sejlede Linné til Gotland.

### Skåne 1749
Denne rejse begyndte med vogn i Uppsala, hvor Linné havde boet i mange år. Søndag den 7. maj var han nået til Växjö, hvor han skildrer, hvordan ærkebiskoppen "den højærværdige hr. doktor Henric Benzelius" indvier hr. doktor Olof Osander til biskop i Växjö stift. Pinsedag den 14. maj hørte han en smuk prædiken i Virestad, og på andendagen genså han sit kære Stenbrohult, men skriver med vemod i sin dagbog om, hvordan dem, som han kendte for 20 år siden, nu var ældet: "De gik nu med grå hår og hvide skæg, udlevede, og en ny vært var kommet i stedet". Den 17. maj rejste Linné fra Stenbrohult mod målet Loshult i Skåne, rejste rundt i landskabet og var atter i Stenbrohult den 2. august. På hjemrejsen til Uppsala gjorde han ophold i Ryssby i Sunnerbo, hvor hans svoger, Johan Collin var sognepræst. På turen videre nordpå passerede han Jönköping, hvor han besøgte sin slægtning, provsten C. Tiliander. Via Gränna og Vadstena kom Linné endelig tilbage til Uppsala, og dermed var hans skånske rejse afsluttet.

## Korrespondance
Carl von Linné stod i brevveksling med et stort antal lærde mænd, både i og uden for Sverige. Særligt kendt er hans livslange venskab med Abraham Bäck i Stockholm, som han kaldte "Min Kjæreste Broder". Der findes bevaret over 500 breve fra Linné til Bäck. Han holdt også kontakt med mange nu mindre kendte svenske intellektuelle ofte med interesse for botanik. De er blevet kaldt for Linnés elever som Gustaf Fredrik Hjortberg fra Vallda syd for Göteborg.

## Filateli
Ved det Kungliga Vetenskapsakademiens 200-års jubilæum den 2. juni 1939 udgav det svenske postvæsen fire mindefrimærker. Carl von Linné blev hædret med et 15 øres rødbrunt mærke og et 50 øres gråt. De andre to mærker i serien blev tilegnet Jöns Jacob Berzelius. Linné er også hædret med udgivelse af frimærker med hans navn og billede i alverdens lande.

## Numismatik
Carl von Linné pryder forsiden af nutidens svenske ethundredekroneseddel, og begge sider har udelukkende billeder, som er knyttet til Linnés arbejde. Han fandtes også på bagsiden af en tidligere svensk halvtredskronerseddel, og han har også været på ældre svenske sedler.
Det svenske medaljelaug udgav i 1978 en medalje i sølv og bronze på 200-års dagen for Linnés død. Den er skabt af billedhuggeren Olle Adrin. Forsiden gengiver Linnés profil i relief på baggrund af årringe fra et træ, der er mærket ud for fødselsåret 1707, dødsåret 1778 og 200-årsdagen i 1978.

## UNESCOs liste over verdensarv
Linnéjubilæet i 2007 har foreslået, at fem linnémindesmærker føjes til UNESCOs verdensarvliste.
De fem forslag var
- Linnés Råshult i Stenbrohult sogn ved Älmhult
- Karolinerhuset i Växjö – se Karolinerhuset, Svenska kirken i Växjö (Webside ikke længere tilgængelig)
- Linnéhaven i Uppsala
- Linnés Hammarby i Danmarks sogn, Uppsala
- Barokhaven og Linnéanum i den Botanisk have, Uppsala